# William & Mary Tribe

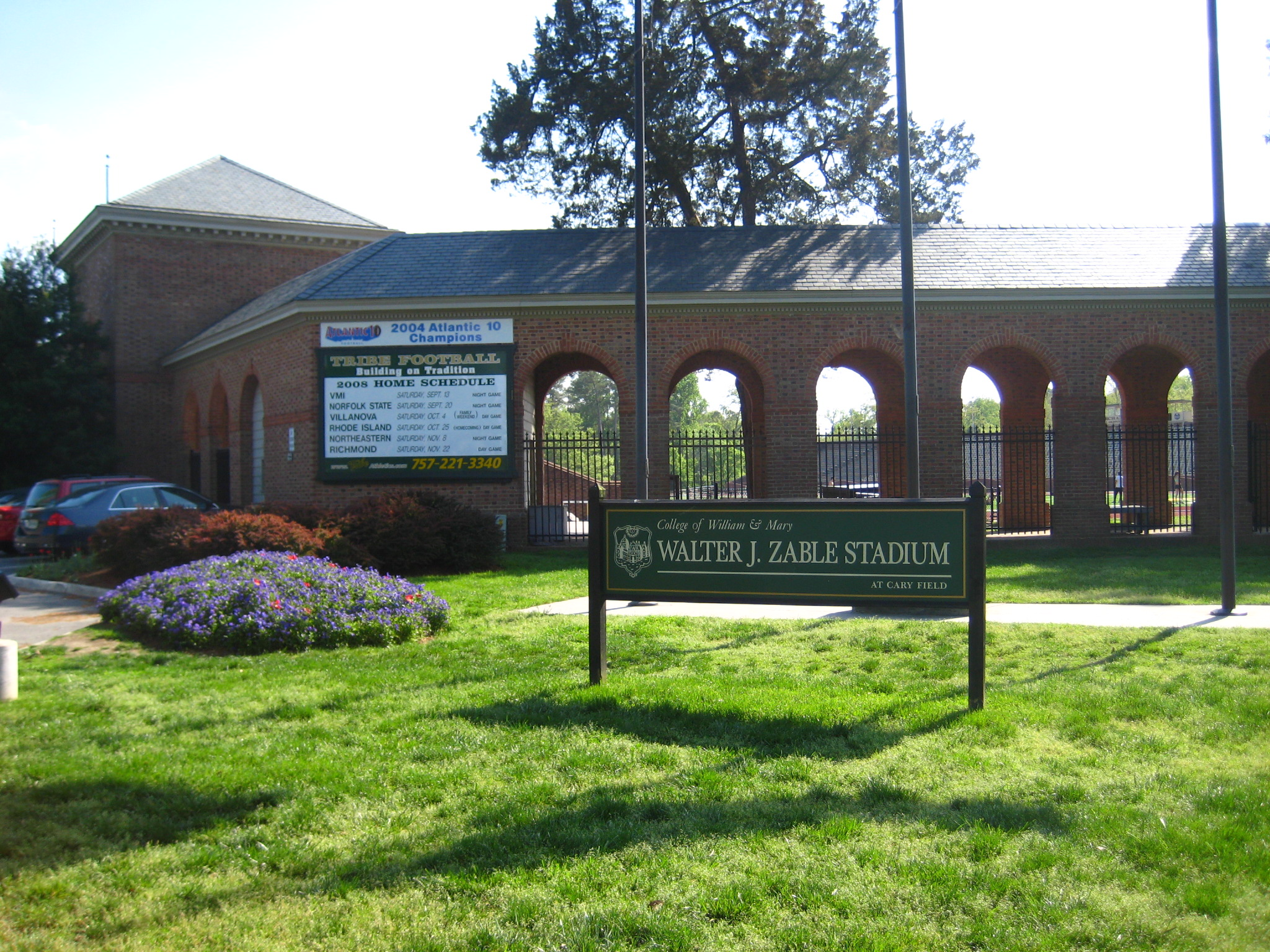
Zable Stadium.

William & Mary Tribe (español: la tribu del Colegio de William y Mary) es el equipo deportivo del College of William and Mary, situado en Williamsburg (Virginia). Los equipos de los Tribe participan en las competiciones universitarias organizadas por la NCAA, y forman parte de la Colonial Athletic Association.

## Apodo y mascota
El primer apodo que recibieron los equipos deportidos de la universidad fue el de "The Orange and White" (los de naranja y blanco) allá por el año 1896, debido a los colores de su equipo de fútbol americano. En 1916, el equipo de baloncesto empezó a ser conocido como los Indians. Posteriormente fueron conocidos como los Fighting Virginians, mientras que la primera referencia al término Tribe se remonta a 1924, en una edición del periódico Colonial Echo.

## Programa deportivo
Los Tribe compiten en 10 deportes masculinos y en 11 femeninos:
| - Masculino - Baloncesto - Béisbol - Fútbol - Fútbol Americano - Tenis - Atletismo - Cross - Golf - Natación y Saltos - Gimnasia deportiva | - Femenino - Cross - Baloncesto - Golf - Fútbol - Natación y Saltos - Equitación - Voleibol - Tenis - Atletismo - Gimnasia deportiva - Lacrosse |

## Instalaciones deportivas
- William & Mary Hall es el pabellón donde disputan sus partidos los equipos de baloncesto, voleibol y gimnasia deportiva. Fue inaugurado en 1971 y tiene una capacidad para 8.600 espectadores.[2]
- Zable Stadium, es el estadio donde disputan sus encuentros los equipos de fútbol y las competiciones de atletismo. Construido en 1935, será renovado en 2015. Tiene una capacidad para 11.686 espectadores.[3]